# Alfred Veerman
Mr. Alfred Philip Veerman (Amsterdam, 6 mei 1916 - Auschwitz, 31 januari 1943) was verzetsman tijdens de Tweede Wereldoorlog.
Alfred Veerman deed eindexamen aan het Amsterdams Lyceum en vervulde daarna zijn militaire dienstplicht bij het Wapen der Infanterie, waar hij reserveofficier werd. Op het moment dat de oorlog uitbrak, was hij een veelbelovende advocaat. Op 7 mei 1940 trad hij in het huwelijk met Mimi de Vries, terwijl hij diende als reserve tweede luitenant der infanterie. Het echtpaar vestigde zich aan de Hemonystraat 7 in Amsterdam. Het huwelijk bleef kinderloos.
Op 9 maart 1941 probeerde hij samen met zijn vrouw, zijn neef Robbie Veerman en een onbekende persoon vanuit Noordwijk naar Engeland te vluchten. Ze werden echter gearresteerd en overgebracht naar het Oranjehotel in Scheveningen. Op 31 juli 1941 werd hij veroordeeld - hij had in de illegaliteit gewerkt en was in het bezit van stukken tijdens zijn arrestatie - en daarna gedeporteerd naar Elberfeld. Op 19 december 1942 werd hij vervolgens naar Auschwitz gestuurd, waar zowel hij als zijn neef op 31 januari 1943 overleden. Zijn echtgenote overleefde de oorlog wel.
Hij wordt vermeld in/op:
- Erelijst Verzet en Koopvaardij
- Erelijst van Gevallenen 1940-1945
- Gedenkteken aanwezig in het Amsterdams Lyceum